# Savannehaas
De savannehaas (Lepus microtis)  is een zoogdier uit de familie van de hazen en konijnen (Leporidae). De wetenschappelijke naam van de soort werd voor het eerst geldig gepubliceerd door Theodor von Heuglin in 1865.